# HighBeam Research
HighBeam Research era un motor de búsqueda de pago y un archivero en línea de texto completo propiedad de la editorial educativa Gale, una subsidiaria de Cengage, para miles de periódicos, revistas, revistas académicas, revistas de noticias, revistas comerciales y enciclopedias en inglés. Tenía su sede en Chicago, Illinois. A finales de 2018, el archivero se cerró y se redirigió a la biblioteca digital Questia Online Library.

## Historia
La compañía se estableció en agosto de 2002 después de que Patrick Spain, que acababa de vender la empresa de investigación Hoover's, que él había cofundado, comprara eLibrary y Encyclopedia.com a Tucows. La nueva empresa se llamó Alacritude, LLC (una combinación de Alacrity y Attitude). ELibrary tenía una biblioteca de 1.200 archivos de transcripciones de periódicos, revistas, radio y televisión que generalmente no estaban disponibles gratuitamente.
Los inversores originales incluyeron Prism Opportunity Fund de Chicago y 1 to 1 Ventures de Stamford, Connecticut.
Spain declaró: «Había una brecha evidente entre la búsqueda gratuita como Google y las ofertas de alta gama como LexisNexis y Factiva».
Más tarde, en 2002, compró Researchville.com. En 2003, había aumentado su base de archivos a artículos de 2.600 editoriales. En 2004, pasó a llamarse HighBeam Research. En 2005, aumentó su base de publicadores a 3.500 publicadores. En 2006, se agregaron los archivos de Oxford University Press, Knight Ridder y The Washington Post. En 2008, fue comprado por Gale, una subsidiaria de Cengage. Highbeam presentó muchos artículos del Trinity Mirror Group con sede en Reino Unido.
Hasta finales de 2018, Highbeam Research fue socio de la red Womensforum y un importante proveedor de contenido para el sitio web de investigación sobre problemas de mujeres de este.
Highbeam Research cerró a finales de 2018 después de 16 años.